# Der Pokal
Der Pokal ist eine Erzählung des Romantikers Ludwig Tieck. Sie entstand 1811 und erschien 1812 in seiner Sammlung Phantasus.

## Inhalt
Ein Jüngling in einer fremden Stadt trifft seit einem Jahr heimlich ein Mädchen, das er auf der Kirchentreppe traf. Ein nur ihm befreundeter Alchemist macht ihm ein Orakel mit einem Goldpokal, der beim Bestreichen Musik erzeugt, doch er greift nach ihrem aufsteigenden Bild, es verwelkt als Rose. Als sie dann im Wagen vorüberfährt und eine Rose verliert, glaubt er sein Glück vertan.
Bei den Hochzeitsvorbereitungen bestehen der Bräutigam und sein Bruder darauf, auch ihren zurückgezogenen alten Bekannten einzuladen, dem sie viel Bildung verdanken. Der starrt die Braut an, bis sie verlegen ist, und erkennt auch das Haus wieder. Der Schwester ist er unheimlich, der Brautmutter sympathisch. Als sie im Vertrauen wegen seiner Reaktion auf den Goldpokal nachfragt, erkennt sie ihn, den sie damals für untreu gehalten und einen anderen geheiratet hatte.

## Bezüge
Die Erzähler, die im Phantasus die Rahmenhandlung bilden, bemerken, dass diese Erzählung am wenigsten märchenhaft, durchaus möglich, aber die traurigste ist. Das Motiv der elterlich veranlassten falschen Heirat kommt in Märchen gleichwohl oft vor (z. B. KHM 21, 113, 193).
Wie in Tiecks übrigen Erzählungen im Phantasus besteht in dem rotgoldenen Pokal ein verbindendes Element zwischen beiden Teilen der Geschichte sowie zwischen realer und magischer Welt. Letztere ist wieder durch klingendes, farbiges Gold gekennzeichnet und wirkt zugleich lockend und, im wahren Leben, trennend.